# Brillia retifinis
Brillia retifinis är en tvåvingeart som beskrevs av Ole Anton Saether 1969. Brillia retifinis ingår i släktet Brillia och familjen fjädermyggor. Inga underarter finns listade i Catalogue of Life.